# Atlas, la otra pasión
Atlas, la otra pasión fue un programa del género telerrealidad que emitió el canal de cable Fox Sports entre los años 2006 y 2017. Producido y realizado en Buenos Aires, Argentina, por Autobombo Producciones, se basa en la historia y actualidad del Club Atlético Atlas, equipo de la cuarta categoría del fútbol argentino.

## Protagonista
El protagonista de este programa es el Club Atlético Atlas, un club deportivo argentino amateur, cuya principal actividad es el fútbol, su secretaría se encuentra en la ciudad de Buenos Aires y posee un estadio ubicado en la localidad de Las Malvinas, partido de General Rodríguez, provincia de Buenos Aires, Argentina. Fue fundado  el 17 de agosto de 1951 por un grupo de jóvenes deportistas liderados por Ricardo Puga, bajo el nombre de «Deportes Atlas», con la intención de participar de los Juegos Nacionales Evita. En 1964 se afilió a la Asociación del Fútbol Argentino y comenzó a disputar los torneos de cuarta división llamados Primera de Aficionados —hoy Primera D—, categoría que abandonó el 30 de enero de 2021, después de varios intentos fallidos de ascender a Primera C, y que a partir de la temporada 1986-87 pasó a ser la quinta división para los equipos directamente afiliados a la AFA, en la que se desempeña en la actualidad, disputando el torneo de la temporada 2019/20.
Su estadio, llamado Ricardo Puga, tiene una capacidad de 2500 personas.
La emisión del programa ha sido decisiva en la historia del club, al punto de que cambió su  consideración, fundamentalmente en aquellos telespectadores que no conocían el mundo de un equipo del ascenso, incluso, traspasando las fronteras.

## Premios y reconocimientos
El año 2006 la producción recibió el Premio Martín Fierro Cable al mejor programa deportivo de la televisión por cable, siendo después declarado «Programa de interés deportivo» por el Gobierno de la ciudad de Buenos Aires, y considerado por la Asociación Argentina de Televisión por Cable (ATVC) como el mejor en su género.